# Динчо Будаков
Динчо Брайков Будаков, родом от град Копривщица, е деец на РМС и партизанин от Партизанска бригада „Георги Бенковски“.
Динчо Будаков получава образование в Млекарското училище в град Пирдоп, където става ремсист. Заради тази своя нелегална дейност в младежката организация на БРП (к) е арестуван и подложен на инквизиции. Заедно със съпругата си Пенка Балова става член на партизанския ортяд.
След извършения преврат на 9 септември 1944 г. изпълнява длъжността кмет на село Душанци като комендант на местния гарнизон (1944 – 1946). По това време за негова главна заслуга към селото се счита, че там няма „безследно изчезнали“ и избити „фашисти и народни врагове“. Няма и осъдени от т.нар. Народен съд като в съседното село Лъджене. От 1946 г. работи в Държавна сигурност – София. В периода от 1952 до 1963 г. е председател на ГНС – Копривщица (по други сведения 1955 – 1957 и 1963 – 1964), след което е председател на ТКЗС „Труд“ в родния си град, където по-късно почива.

## Репресирани след 1949 г.
В началото на 1949 г. при основаването на ТКЗС някои по-имотни душанцалии, не желаещи да се включат, са обявени за кулаци и интернирани в ТВО в село Ножарево и Белене. В селото се говори за някой си Черното Павле, който изгарял затворници в пещите на Дирекцията на полицията в София.